# Роберт Едісон
Роберт Едісон (англ. Robert Edeson; 3 червня 1868, Новий Орлеан, штат Луїзіана — 24 березня 1931, Голлівуд, штат Каліфорнія) — американський актор театру і німого кіно. Дебют Едісона в кіно відбувся в 1914 році, коли він знявся у фільмі Сесіля Де Мілля «Поклик Півночі».
Роберт Едісон замінив актора Рудольфа Крістіансена під час зйомок фільму «Дурні дружини» режисера Еріха фон Штрогейма (1922), після того, як Крістіанс помер від пневмонії. Едісону довелося зніматися спиною до камери, щоб можна було використовувати зняті епізоди з померлим актором. Він також брав участь в декількох бродвейських постановках.
Похований на кладовищі Hollywood Forever.

## Вибрана фільмографія
- 1922 — Дурні дружини / Foolish Wives
- 1922 — Полонений Зенди — полковник Запт
- 1923 — Десять заповідей
- 1926 — Волзький бурлак
- 1928 — Корабель припливає
- 1929 — Динаміт / Dynamite
- 1930 — Вогні небезпеки
- 1930 — Диявол з жінкою / A Devil with Women